# 정선혜 (성우)
정선혜(1976년 3월 11일 ~ )는 대한민국의 성우이다. 2000년 투니버스 4기 공채 성우로 데뷔하였다.

## 소개
- 혈액형은 B형이다.
- 2000년 4월에 입사하여 2001년 전속 생활을 마치고 이듬해인 2002년, 프리랜서가 됐다.
- 남자같은 외모 때문에 착각을 종종 받아왔다.
- 2010년, 아들을 낳았다.

## 출연작품

### 애니메이션
- 괴도 조커 (카툰네트워크) - 하치
- 그 남자! 그 여자! (투니버스) - 박경진
- 냉장고 나라 코코몽 (투니버스) - 코코몽
- 닌자보이 란타로 (투니버스) - 기마루
- 마루코는 아홉살 (투니버스, 애니맥스, 재능방송) - 마루코
- 메탈베이블레이드 (투니버스) - 데미안
- 슈팅 바쿠간 (투니버스, 재능방송) - 마루쵸 / 콤바
  - 슈팅 바쿠간 BG (투니버스) - 마루쵸 / 셀린느
- 아기공룡 버디 (EBS) - 버디
- 에어기어 (애니맥스) - 노야마노 시라우메
- 요괴워치 (투니버스) - 이선우 / 부럽쌀
  - 극장판 요괴워치: 섀도우 사이드 도깨비 왕의 부활 - 타요마
- 으랏차차 짠돌이네 (재능방송) - 엄마
- 오란고교 사교클럽 (투니버스) - 타카오우지 시로
- 교향시편 유레카7 (애니맥스) - 랜턴
- 블리치 (투니버스, 애니맥스) - 히츠가야 토시로 / 우루루
- 난다 난다 니얀다 (재능방송) - 유령막내 외
- 안녕! 보노보노 - 큰곰 아줌마
- 메이저 (투니버스) - 장마리 / 양민태
- 우당탕 무술학교 (재능방송) - 니다
- B-로봇 가브타크 (재능방송) - 고수호
- 신비한 별의 쌍둥이 공주 (투니버스) - 푸모
  - 신비한 별의 쌍둥이 공주 꼬옥! (투니버스) - 푸모
- 심슨 가족 (투니버스) - 바트 심슨
- 달려라 이다텐 (투니버스) - 세바스찬
- 아침안개의 무녀 (투니버스) - 유리쿠사 치카
- 음양대전기 (투니버스) - 카잔
- 벅스 버니 (투니버스) - 벅스 버니
- 개구리 중사 케로로 (투니버스) - 토로로
- 파워레인저 매직포스 (재능방송) - 메어 / 반큐리어
- 배틀짱 (투니버스) - 유키
- 명탐정 코난 (투니버스, 애니맥스) - 세모
  - 명탐정 코난: 100만 달러의 오릉성 - 츠부라야 미츠히코
- 은혼 (투니버스) - 캐서린
- 캐릭캐릭 체인지 (투니버스) - 설아
  - 캐릭캐릭 체인지 두근두근 (투니버스) - 하림
- 작은 눈의 요정 슈가 (투니버스) - 안느
- Go! Go! 다섯 쌍둥이 (투니버스) - 최유리 / 담임선생님
- 다!다!다! (투니버스) - 제니
- 드래건 드라이브 (투니버스) - 히데아키
- 드래곤볼Z 3부 (투니버스) - 손오천
- 똑바로 가자 (투니버스) - 은주
- 로젠메이든 (퀴니) - 사쿠라다 쥰
  - 로젠메이든 트로이멘트 (퀴니) - 사쿠라다 쥰
- 엘르멘탈 제라드 (투니버스) - 치루루
- 합체용사 플러스터 (재능방송) - 파이팅 공주 / 탱쿠
- 신비한 과학 어드벤처 아하! 그렇구나 (애니원) - 대경
- 제비뽑기 언밸런스OVA (애니맥스) - 에노모토 치히로
- 전설의 총사 아스타 (재능방송) - 하메론 / 그레텔
- 카레이도 스타 (투니버스) - 케이트
- 트윈스피카 (투니버스) - 허은수
- 풀 메탈 패닉 후못후 (투니버스) - 본타군 / 이바나 미즈키
- 유희왕 GX (챔프) - 요한 안데르센
- 트리니티 블러드 (투니버스) - 엘리스 워즈마이어
- 요괴인간 타요마 3기:공존의 시작 (투니버스) - 타요마
- 요괴인간 타요마 4기 - 타요마
- 요괴인간 타요마 5기 (투니버스) - 타요마
- 아기공룡 둘리 2009 (SBS) - 또치
- 마법변신! 아이돌 프린세스 리틀프릿 (투니버스) - 람이
- 록맨 에그제 비스트 (애니맥스) - 레오
  - 록맨 에그제 비스트 플러스 (애니맥스) - 레오
- 듀얼 레전드 (카툰네트워크) - 안경태
  - 듀얼 레전드 쇼크 (재능방송) - 안경태
- 나의 파트라슈 (투니버스)
- 탐정학원 Q (투니버스, 애니맥스, 재능방송) - 나루사와 카즈마
- 코지 코지 (애니맥스) - 코지 코지
- 오! 나의 여신님 ~싸움의 날개~ (애니맥스) - 린드
- 오! 나의 여신님 극장판 (애니맥스) - 에쿠스
- 서쪽의 착한 마녀 (애니맥스) - 룬
- 그녀는 매직걸 (애니맥스) - 요시카와 후유노
- 허니와 클로버 (애니맥스) - 이와코
- 엔젤 테일즈 (애니맥스) - 개구리 루루
- 로봇전사 감마 (투니버스) - 고유나 선생님
- 스피릿 오브 원더 - 소년과학클럽 (투니버스)
- 외면하는 아이들 (투니버스) - 민수
- 별나라친구 올리 (투니버스) - 보니타 / 폴리
- 무인행성 서바이브 (투니버스) - 싱고
- 초광속 그랜돌 (투니버스)
- 사이버시티 오에도 808 (투니버스)
- 천방지축 이나탁구부 (투니버스)
- 명랑 개구리 뽕키치 (재능TV) - 봉달호 / 만호 엄마 / 소희
- 크러시기어 니트로 (재능방송) - 케이
- 캡틴 날개 (스페이스툰)
- 메이저 극장판 - 우정의 강속구 (투니버스) - 하일도
- 이트맨 (투니버스)
- 이트맨 98 (투니버스)
- 황당용사 욜라세다 (투니버스) - 에델바이스
- 체포하겠어 (투니버스)
- 엑스 드라이버 (투니버스) - 소년2
- 최유기 리로드 (투니버스) - 세화
- 날아라 호빵맨 (투니버스) - 호수의 공주
- 나나 6/17 (투니버스) - 강소은 / 예원 엄마
- 록맨 에그제 스트림 (투니버스) - 토토
  - 록맨 에그제 엑서스 (투니버스) - 토토
  - 록맨 에그제 비스트 (애니맥스) - 레오
  - 록맨 에그제 비스트 플러스 (애니맥스) - 레오
- 몬스터 (투니버스) - 사서
- 짱구는 못말려 (12기) (투니버스) - 짱구
- 육가네 6쌍둥이 (카툰네트워크) - 육순둥 / 공백기
- 아가사 크리스티의 명탐정 포와로와 마플 (투니버스) - 글래디스
- 피들리 팜 (KBS) - 팜팜
- 까이유의 이야기 나라 (투니버스) - 할머니
- 나의 지구를 지켜줘 (투니버스) - 사빈 엄마
- 에어마스터 (투니버스) - 마사미
- 꽃보다 남자 (투니버스) - 미소
- 바이스 크로이츠 (투니버스) - 노이 / 수아
- 맡겨줘 돌고래 (투니버스) - 땅땅
- 악동이 (투니버스) - 악동이
- 은장기공 오디안 (투니버스) - 지루
- 엘리엇 키드 (투니버스) - K2
- 미소의 세상 스페셜 (투니버스) - 슬기
- 럭키프레드 (투니버스) - 퍼시 / 로베르타
- 마법천자문 극장판 : 대마왕의 부활을 막아라 (SBS) - 손오공
- 티니 와일드 (KBS) - 디코
- 미래전사 씨어 (투니버스) - 조이 / 미니비
- 포켓몬스터 AG (투니버스) - 정원
- 유니코2 (애니박스) - 마르스
- 웨딩피치 (투니버스) - 페이트리드
- 동화나라 포인포 (KBS) - 멜
- 재채기 대마왕(투니버스) - 꽁이
- 외계돼지 피피 (투니버스) - 로이
- 피피루 안전특공대 (EBS) - 피피루
- 파페포포 (SBS) - 어린 파페
- 퍼피 구조대 (니켈로디언) - 라이더
- 퍼피 구조대 더 무비 - 라이더
- 퍼피 구조대: 더 마이티 무비 - 라이더
- 티니 와일드 - 디코
- 꼬마버스 타요 (EBS) - 가니
- 스톤에이지(KBS) - 엘리아 / 포비
- 명탐정 코난: 진홍의 연가(극장판) - 박세모
- 명탐정 코난: 제로의 집행인(극장판) - 박세모
- 명탐정 코난: 감벽의 관(극장판) - 박세모
- 공룡메카드: 타이니소어의 섬(극장판) - 안경준 / 아기공룡
- 내 친구 코리리 - 티라노
- 캐치! 티니핑 (KBS) - 띠용핑
- 신비아파트 고스트볼 ZERO - 우렁각시

### 외화
- 다이노 댄 (투니버스) - 앤지
- 리지는 사춘기 (투니버스) - 에단 (클레이튼 홀든)
- 말괄량이 마법학교 (투니버스) - 루비
- 가면라이더 드래건 (투니버스) - 메구미
- 가면라이더 파이즈 (투니버스) - 유카 / 어린 사비노
- 명탐정 코난 드라마스페셜 - 남도일에게 보내는 도전장 (투니버스) - 세모 / 여학생3
- 퓨어엔젤 미라클 매직 (투니버스) - 티아라

### 영화
- 더 캣 (SBS) - 띵 투 (댄 카스텔라네타)
- 말괄량이 삐삐 (EBS) - 토미
- 톨 걸 - 키미, 헬레인

### 게임
- 테일즈 런너 - 러프
- 드래곤네스트 - 워리어, 소드마스터, 머셔너리
- 인피니티 온라인 - 엘리나
- 에어라이더 - 다오
- 스윙 - 골프 팡야 2nd 샷!(Wii) - 하나
- 헤일로3(XBOX 360)
- 나인티 - 나인 나이츠 - 소년
- 마그나카르타(PS2)
- 길티기어 젝스 플러스(PS2) - 바이켄
  - 길티기어 이그젝스 샤프리로드(PS2) - 바이켄
- 아머드 코어3(PS2) - 리퓨헌터
- 결전2(PS2) - 강유 / 동선풍
- 리그 오브 레전드 - 칼리스타
- 세븐나이츠 - 브란즈&브란셀
- 부탁해요 매니저님 - 강우연

### 방송
- 유세윤과 뮤지의 친한친구 (MBC FM4U) - 화요일 코너 키즈 사이언스 패널(짱구, 2013년 1월 22일 ~ )